# Richard Bonynge

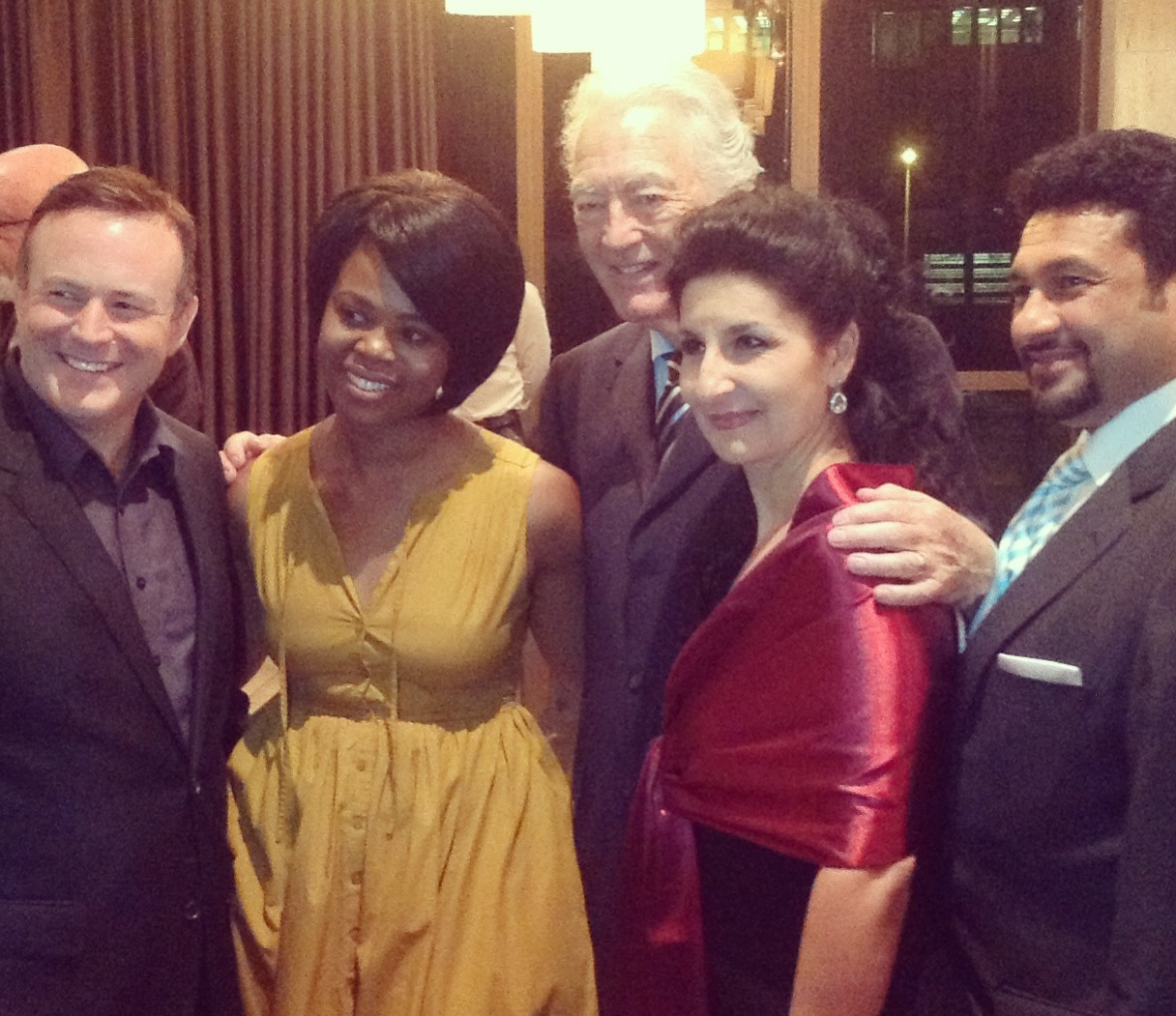
Colin Lee, Pretty Yende, Richard Bonynge, Violina Anguelov und George Stevens bei einer konzertanten Aufführung von Lucia di Lammermoor in der Cape Town Opera

Richard Alan Bonynge AC, CBE (* 29. September 1930 in Sydney) ist ein australischer Dirigent.

## Leben
Bonynge, der schon im Alter von fünf Jahren mit dem Klavierspiel begann, studierte zunächst Klavier am Conservatorium of Music bei Lindley Evans, einem ehemaligen Klavierbegleiter der legendären Nellie Melba.
Als Korrepetitor an der Opernklasse des Institutes lernte er dort seine spätere Ehefrau Joan Sutherland kennen. Gemeinsam gingen die beiden nach London, wo er am Royal College of Music seine Studien fortsetzte. 1954 heirateten sie. 1956 wurde ihr Sohn geboren.
Nachdem die Gesangs-Karriere von Joan Sutherland im Jahre 1959 begonnen hatte, entschlossen sich beide, ab Mitte der 1960er – zuerst bei Konzerten, später bei Opernaufführungen und Schallplattenaufnahmen – exklusiv als Sängerin und Dirigent zusammenzuarbeiten. Sein Debüt als Dirigent erfolgte im Jahr 1962, als er bei einem Konzert seiner Gattin den plötzlich erkrankten Dirigenten ersetzen musste. Da Joan Sutherland zu dieser Zeit bereits ein Star und Bonynge ein in der Musikszene noch unbekannter und wenig erfahrener Dirigent war, musste er anfangs viel Häme und Kritik über sich ergehen lassen. Durch seine Leistungen überzeugte er aber in den folgenden Jahren sowohl das Publikum als auch die Fachwelt von seinen Fähigkeiten.
Erste große gemeinsame Erfolge brachte im Jahr 1965 eine Australientournee, für die auf Empfehlung Bonynges der damals noch weitgehend unbekannte Luciano Pavarotti als Tenor-Partner von Joan Sutherland engagiert wurde.
Bonynge wurde künstlerischer Leiter der Oper in Vancouver (1974–1978) und leitete ab 1976 (bis 1986) die Australian Opera in Sydney als Musikdirektor. Gastspiele, zuerst mit seiner Ehefrau, nach deren Bühnenabschied allein, führten Bonynge in alle musikalischen Zentren der Welt.

## Bedeutung
In den Jahren ab 1960 bis heute entwickelte sich Richard Bonynge zu einem der angesehensten und bedeutendsten Dirigenten und Experten auf dem Gebiet der Belcanto-Oper und des französischen Repertoires weltweit. Er war ein Wegbereiter der Wiederentdeckung vergessener Werke Rossinis, Bellinis, Donizettis, Massenets und anderer für das Repertoire. Zusammen vor allem mit seiner Frau spielte er so seltene Werke wie Esclarmonde (Massenet), Le roi de Lahore (Massenet), Semiramide (Rossini) und viele andere. Seine Diskographie ist dementsprechend sehr umfangreich. Sie umfasst über 50 Operngesamtaufnahmen, zahlreiche Ballettmusiken und eine große Anzahl von Recitalaufnahmen mit diversen Sängern.

## Ehrungen
- 1974: Ernennung zum Commander des Order of the British Empire (CBE) durch Königin Elisabeth II.
- 1983: Ernennung zum Officer des Order of Australia (AO) durch die australische Regierung
- 1989: Ernennung zum Commandeur des L’ordre national du Mérite durch die französische Regierung
- 2009: Sir Bernard Heinze Memorial Award[1]
- 2012: Companion des Order of Australia

## Aufnahmen (Auswahl)

### Oper, Operette, Oratorium
- Adam: Le Toréador (Jo, Aler, Trempont) Decca
- Auber: Le domino noir (Jo, Ford, Power) Decca
- Bellini: Norma (Sutherland, Alexander, Horne) Decca
- Bellini: Norma (Sutherland, Pavarotti, Caballé) Decca
- Bellini: La sonnambula (Sutherland, Pavarotti, Ghiaurov) Decca
- Bellini: Beatrice di Tenda (Sutherland, Pavarotti, Veasey, Opthoff) Decca
- Bellini: I puritani (Sutherland, Duvall, Capecchi, Flagello) Decca
- Bellini: I puritani (Sutherland, Pavarotti, Cappuccilli, Ghiaurov) Decca
- Cilea: Adriana Lecouvreur (Sutherland, Bergonzi, Nucci) Decca
- Delibes: Lakmé (Sutherland, Vanzo, Bacquier) Decca
- Donizetti: L’elisir d’amore (Pavarotti, Sutherland, Malas) Decca
- Donizetti: Lucia di Lammermoor (Sutherland, Pavarotti, Milnes) Decca
- Donizetti: Lucia di Lammermoor (Gruberova, Shicoff, Agache) Teldec
- Donizetti: La fille du régiment (Sutherland, Pavarotti, Malas) Decca
- Donizetti: Lucrezia Borgia (Sutherland, Aragall, Horne) Decca
- Donizetti: Maria Stuarda (Sutherland, Pavarotti, Tourangeau) Decca
- Donizetti: Anna Bolena (Sutherland, Ramey, Mentzer) Decca
- Donizetti: La favorita (Cossotto, Pavarotti, Bacquier) Decca
- Gay: The Beggar’s Opera (Te Kanawa, Sutherland, Landsbury) Decca
- Gounod: Faust (Corelli, Ghiaurov, Sutherland) Decca
- Händel: Messiah (Sutherland, Krenn, Tourangeau) Decca
- Händel: Alcina (Sutherland, Berganza, Freni) Decca
- Händel: Rodelinda (Sutherland, Nafé, Ramey) Decca
- Kálmán: Die Herzogin von Chicago (Riedel, Wottrich, Groop) Decca
- Kálmán: Die Csárdásfürstin (Kenny, Roider, Erdmann) Naxos
- Lehár: The Land of Smiles (Hadley, Gustafson, Itami) Telarc
- Lehár: Paganini (Hadley, Riedel, Itami) Telarc
- Lehár: Giuditta (Hadley, Riedel, Itami) Telarc
- Leoni: L’oracolo (Sutherland, Gobbi, Van Allan) Decca
- Massenet: Esclarmonde (Sutherland, Aragall, Tourangeau) Decca
- Massenet: Le roi de Lahore (Sutherland, Lima, Milnes) Decca
- Meyerbeer: Les Huguenots (Vrenios, Arroyo, Sutherland) Decca
- Meyerbeer: Semiramide (Riedel, Adami, Janes) Naxos
- Offenbach: Les Contes d’Hoffmann (Domingo, Sutherland, Bacquier) Decca
- Paisiello: Nina (Bolgan, Bernardini, Pediconi) Nuova Era
- Puccini: Suor Angelica (Sutherland, Connell, Ludwig) Decca
- Rossini: Semiramide (Sutherland, Horne, Sege) Decca
- Rossini: Sigismondo (Ganassi, Lazzaretti) Bongiovanni
- Verdi: Rigoletto (Milnes, Pavarotti, Sutherland) Decca
- Verdi: Il trovatore (Pavarotti, Sutherland, Horne) Decca
- Verdi: La traviata (Sutherland, Pavarotti, Manuguerra) Decca
- Verdi: Ernani (Pavarotti, Sutherland, Nucci) Decca
- Verdi: I masnadieri (Bonisolli, Sutherland, Ramey) Decca
- Wallace: Lurline (Lewis, Silver, Soar) Naxos

### Ballett
- Adolphe Adam: Giselle (+ Friedrich Burgmüller: Pas des paysans), mit dem Orchestra of the Royal Opera House, Covent Garden, 1986 (Decca; 2 CDs)
- Adolphe Adam: Le Corsaire (Originalversion von 1856 mit Léo Delibes: Pas des fleurs, 1867), mit dem English Chamber Orchestra (Decca, 1992; CD)
- Adolphe Adam: Le diable à quatre (+ Ballettmusik und Entractes von Massenet und Gounod), London Symphony Orchestra (Decca)
- Friedrich Burgmüller: La Péri, London Symphony Orchestra (Decca, 1968; später wiederveröffentlicht in: Fête du Ballet – A Compendium of Ballet Rarities (siehe unten))
- Léo Delibes: Coppélia, mit dem Orchestre de la Suisse Romande (Decca)
- Léo Delibes: Sylvia, mit dem New Philharmonia Orchestra (Decca)
- Léo Delibes/Léon Minkus: La Source (+ Riccardo Drigo: La Flûte magique), Orchestra of the Royal Opera House Covent Garden (Decca)
- Léon Minkus: La Bayadère (Gesamtaufnahme; Orchestrierung von John Lanchbery), English Chamber Orchestra (Decca, 1994)
- Jacques Offenbach: Le Papillon, London Symphony Orchestra, Richard Bonynge (Decca, 1973; 1995 zusammen mit Der Nussknacker wiederveröffentlicht)
- Johann Strauss Sohn , Josef Bayer : Aschenbrödel (+ Ritter Pásmán und Le Beau Danube (Pasticcio, nicht zu verwechseln mit: An der schönen blauen Donau)), mit dem National Philharmonic Orchestra (Decca)
- Pjotr Iljitsch Tschaikowski: Der Nussknacker, National Philharmonic Orchestra (Decca)
- Pjotr Iljitsch Tschaikowski: Schwanensee, National Philharmonic Orchestra (Decca)
- Pjotr Iljitsch Tschaikowski: Dornröschen, National Philharmonic Orchestra (Decca)
- Homage to Pavlova (mit Le Réveil de Flore von Riccardo Drigo, Ballet égyptien von Alexandre Luigini, Der Schwan von Saint-Saëns, Werke von Anton Rubinstein, Boris Asafiev, Alphons Czibulka, Paul Lincke, Tschaikowsky, Catalani , Delibes), mit dem London Symphony Orchestra (Decca)
- The Art of the Prima Ballerina (Musik von Minkus, Drigo, Adam, Løvenskjold, Pugni, Tschaikowsky u. a.), mit dem London Symphony Orchestra (Decca)
- Fête du Ballet – A Compendium of Ballet Rarities (10-teilige CD-Box, enthält u. a. Homage to Pavlova und The Art of the Prima Ballerina und andere von Bonynge dirigierte Ballett-Raritäten), mit dem London Symphony Orchestra , dem English Chamber Orchestra, dem National Philharmonic Orchestra und dem Orchestra of the Royal Opera House Covent Garden (Decca)

### Anderes
- Britten: The Young Person’s Guide to the Orchestra (London Symphony Orchestra) Decca
- Tschaikowski: Klavierkonzerte (Simon Tedeschi, The Queensland Orchestra) ABC Classics